# Gregor Schlierenzauer
Gregor Schlierenzauer (Innsbruck, 7 de enero de 1990) es un deportista austríaco que compite en salto en esquí.
Participó en tres Juegos Olímpicos de Invierno, obteniendo en total cuatro medallas: tres en Vancouver 2010, oro en la prueba de trampolín grande por equipo (junto con Wolfgang Loitzl, Andreas Kofler y Thomas Morgenstern), bronce en el trampolín normal individual y bronce en el trampolín grande individual, y una de plata en Sochi 2014, en el trampolín grande por equipo (con Michael Hayböck, Thomas Morgenstern y Thomas Diethart), además del cuarto lugar en Pyeongchang 2018, también por equipo.
Ganó doce medallas en el Campeonato Mundial de Esquí Nórdico entre los años 2007 y 2017.
Comenzó su carrera profesional en diciembre de 2004, y debutó en la Copa del Mundo de 2005-06. Tiene un total de 53 victorias en la Copa del Mundo.

## Palmarés internacional
| Juegos Olímpicos   | Juegos Olímpicos          | Juegos Olímpicos  | Juegos Olímpicos |
| Año                | Lugar                     | Medalla           | Prueba           |
| ------------------ | ------------------------- | ----------------- | ---------------- |
| 2010               | Vancouver (Canadá)        | Medalla de oro    | TG por equipo    |
| 2010               | Vancouver (Canadá)        | Medalla de bronce | TN individual    |
| 2010               | Vancouver (Canadá)        | Medalla de bronce | TG individual    |
| 2014               | Sochi (Rusia)             | Medalla de plata  | TG por equipo    |
| Campeonato Mundial |                           |                   |                  |
| Año                | Lugar                     | Medalla           | Prueba           |
| 2007               | Sapporo (Japón)           | Medalla de oro    | TG por equipo    |
| 2009               | Liberec (República Checa) | Medalla de oro    | TG por equipo    |
| 2009               | Liberec (República Checa) | Medalla de plata  | TN individual    |
| 2011               | Oslo (Noruega)            | Medalla de oro    | TN por equipo    |
| 2011               | Oslo (Noruega)            | Medalla de oro    | TG individual    |
| 2011               | Oslo (Noruega)            | Medalla de oro    | TG por equipo    |
| 2013               | Val di Fiemme (Italia)    | Medalla de oro    | TG por equipo    |
| 2013               | Val di Fiemme (Italia)    | Medalla de plata  | TN individual    |
| 2013               | Val di Fiemme (Italia)    | Medalla de plata  | TN por equipo    |
| 2015               | Falun (Suecia)            | Medalla de plata  | TG individual    |
| 2015               | Falun (Suecia)            | Medalla de plata  | TG por equipo    |
| 2017               | Lahti (Finlandia)         | Medalla de bronce | TG por equipo    |